# Llandyfriog
Llandyfriog är en community i Storbritannien.   Den ligger i kommunen Ceredigion och riksdelen Wales, i den södra delen av landet, 300 km väster om huvudstaden London.
I communityn ligger även Adpar som är en del av orten Newcastle Emlyn, vars huvuddel ligger i Newcastle Emlyn community i kommunen Carmarthenshire.